# Christopher Timothy
Christopher Timothy (Bala, 14 ottobre 1940) è un attore, regista televisivo e scrittore gallese, noto soprattutto per aver interpretato il veterinario James Herriot nella serie TV Creature grandi e piccole.

## Biografia
Nacque nel villaggio gallese di Bala, nel Merionethshire, dove rimase fino all'età di cinque anni, allorquando la sua famiglia si trasferì a Londra. Frequentò la Priory Grammar School a Shrewsbury negli anni Cinquanta, dove cominciò ad apparire in numerose recite scolastiche. Finita la scuola, lavorò in un negozio di abbigliamento maschile (Frank Newton's Gentleman's Outfitters) di Shrewsbury, che ora ospita  - ora sede di Marks & Spencer. Negli anni Sessanta Timothy lavorò con la compagnia del Royal National Theatre di Laurence Olivier ed apparve in numerose produzioni, tra cui Il costruttore Solness, Juno and the Paycock e nell'Otello dello stesso Olivier.
La carriera televisiva di Timothy comincio nel 1969 con la serie Take Three Girls e proseguì con Doctor at Large (1971), Some Mothers Do 'Ave 'Em (1973) e Murder Most English: A Flaxborough Chronicle (1977) prima di aggiudicarsi il ruolo di James Herriot in Creature grandi e piccole, ruolo che interpretò dal 1978 al 1990.
La sua carriera cinematografica include invece Girando intorno al cespuglio di more (1967), Alfredo il grande (1969), The Virgin Soldiers (1969), Spring and Port Wine (1970), The Mind of Mr. Soames (1970), Up the Chastity Belt (1971) e la commedia sexy Eskimo Nell (1975).
Nel 1980 interpretò Gesù Cristo in York Mystery Plays. Nel 2000 era nel cast di Doctors nella parte di Brendan 'Mac' McGuire, ruolo che mantenne per sei anni, durante i quali diresse anche qualche episodio. Uscì dalla serie nel maggio 2006. Nel 2004 fece un'apparizione in Casualty come assassino di uno dei protagonisti della serie, Finlay Newton. Apparve anche come special guest nel dramma Metropolitan Police di ITV1 nell'episodio del capodanno 2009. Di recente è apparso nelle serie Lewis (ITV1), The Grapes of Wrath, All the Fun of the Fair, Haunting Julia e ancora Casualty (2014).
Suo figlio è l'annunciatore della BBC Andrew Timothy.
Fu il soggetto dello show This Is Your Life nel 2000 quando venne sorpreso dal conduttore Michael Aspel sul set di Doctors presso i Pebble Mill studios della BBC a Birmingham.
Negli anni Settanta prestò voce e immagine a numerosi spot pubblicitari del periodico The Sun, che erano particolarmente insoliti per l'epoca per il livello di energia e di aggressività espressi da Timothy. Prestò la voce anche come lettore per la registrazione su CD delle opere di Herriot. Nel 1988 e nel 1989 apparve nello spettacolo BBC Just a Minute. Fu anche testimonial per la Dignity plc, una delle principali compagnie funebri britanniche, prevalentemente per il loro servizio di funerali prepagati.
Nel 2008 Timothy prese parte al programma Coming Home della BBC Wales, raccontando la storia della sua famiglia gallese. Nel 2011 interpretò sé stesso nel radiodramma We are not the BBC, scritto da Susan Casanove e prodotto dalla Wireless Theatre Company.
Tornò al teatro nel marzo 2013 con la commedia The Living Room. Dal 2014 interpretò l'ispettore Hubbard in giro per il Regno Unito nella trasposizione teatrale del thriller de Il delitto perfetto.
Nell'aprile 2017 è stato annunciato il suo ingresso nella soap opera della BBC EastEnders nel ruolo di Ted Murray.

## Vita privata
Timothy si è sposato due volte: la prima volta con Susan Boys, dalla quale ha avuto quattro figli e due figlie. Dal 1982 è sposato con Annie Veronica Swatton, dalla quale ha avuto una figlia.

## Filmografia

### Cinema
- Girando intorno al cespuglio di more (1967)
- Alfredo il Grande (1969)
- The Virgin Soldiers (1969)
- Spring and Port Wine (1970)
- The Mind of Mr. Soames (1970)
- Up the Chastity Belt (1971)
- Eskimo Nell (1975)

### Televisione
- UFO – serie TV, episodio 1x12 (1970)
- Z Cars – serie TV, 1 episodio (1971)
- Van der Valk – serie TV, 2 episodi (1973-1977)
- Poliziotti in cilindro: i rivali di Sherlock Holmes (The Rivals of Sherlock Holmes) – serie TV, episodio 2x01 (1973)
- Creature grandi e piccole (All Creatures Great and Small) – serie TV, 90 episodi (1978-1990)
- Il ritorno di Simon Templar (Return of the Saint) – serie TV, episodio 1x08 (1978)
- Hot Metal – serie TV, 5 episodi (1986-1988)
- Metropolitan Police – serie TV, 2 episodi (1998-2009)
- Doctors – serie TV, 955 episodi (2000-2006)
- Holby City – serie TV, episodio 2x09 (2000)
- Casualty – serie TV, 5 episodi (2004-2014)
- Lewis – serie TV, episodio 5x02 (2011)
- EastEnders – serie TV, 129 episodi (2017-2019)
- L'ispettore Barnaby (Midsomer Murders) – serie TV, episodio 21x01 (2019)
- Kate & Koji – serie TV, episodio 1x05 (2020)